# Millennial pink
Le Millennial Pink est le nom donné à une palette de couleurs roses répandue dans les milieux de la mode, du design et du fooding approximativement au début de l'année 2016.
Quelquefois francisé en « rose millénial », il reste généralement employé en France sous sa forme anglo-saxonne. Il est aussi parfois appelé « Scandi Pink » ou « Scandinavian Pink », en référence à un rose norvégien utilisé dans la décoration intérieure.
Son nom associe des variétés de rose aux Millennials, autre nom donné à la Génération Y, c'est-à-dire née entre 1980 et 1996. Adolescents au moment où l’usage d’internet s’est généralisé, les Millennials passent de nombreuses heures quotidiennes sur le web, où se propage la tendance du Millennial Pink, notamment par le réseautage social
Les pages mode des grands médias en parlent à travers le monde, qu'il s'agisse de Madame Figaro, The Guardian,, The Washington Post, L'Observateur, Glamour, Forbes, Slate ou les Inrockuptibles.

## Une non-couleur
Le millenium pink n'a pas de définition précise. Pour l'essentiel, c'est un nouveau nom pour une couleur appelée vieux rose depuis plus d'un siècle, pâle et légèrement grisée. Véronique Hyland écrit « C'est une non-couleur qui ne s'engage pas, dont la demi-laideur prouve sa sophistication ». Daniel Penny relie, de ce fait, la couleur à l'attitude camp, sans l'aspect subversif.
Le Millennial Pink est décrit par comparaison avec des fruits de l'abricot au pamplemousse, avec des minéraux comme le diamant rose, avec des végétaux telle que la fleur de cornouiller ; on le rattache à la couleur saumon,,. Toutes ces comparaisons sont des clichés qui renvoient à la couleur chair, celle de la poupée Barbie et des représentations de la couleur de peau des Européens.
Certains définissent encore le rose millénial comme un rose auquel on aurait soustrait toutes les teintes de bleu,, ce qui n'a, du point de vue des métiers de la couleur, aucun sens. C’est que comme le précise la journaliste Nancy Mitchell, le rose millénial n’est pas une couleur mais une idée, et cette idée n'est pas une idée de couleur. « Le rose millénial, pâle ou désaturé ou saumoné, est une sorte de rose non-rose, une distillation esthétique des idéaux du féminisme contemporain : sans cesse féminine, mais sans les associations contraignantes du passé. Il est, à bien des égards, défini davantage par ce qu’il n'est pas que par ce qu'il est : pas Barbie. Pas chewing-gum. Pas princesse ».
Examinant toutes les teintes, trois types de nuances se distinguent : les roses pâles ou grisâtres, les rose-orangés soutenus (saumon)) et les rose-orangés tirant vers le beige ( chair).

### Un «rose non-rose »
Le Millennial Pink n’est pas un nouveau rose car il s’inclut dans des nuances de roses déjà existantes. Il est une sous-catégorie de nuances de rose, regroupant un ensemble de teintes décrites comme se désolidarisant de l'association de genre qui lui est accolée depuis le XXe siècle, une nouvelle approche du rose perçue comme valorisante car ne renvoyant plus à l’archétype caricatural de la féminité. Le Millennial Pink est ainsi un « presque rose », ou, comme on le retrouve dans les descriptions des différents articles sur le sujet, un « rose pas-assez-rose », une « nuance non-rose » ou un « rose non-rose ».

## Origines
Le nom de Millennial Pink est attesté le 2 août 2016 dans un article de la journaliste de mode Véronique Hyland pour le site The Cut, section mode du New York Magazine. Intitulé « Is There Some Reason Millennial Women Love This Color? », Véronique Hyland décrit une tendance à la couleur rose qui envahit les réseaux sociaux (et notamment Instagram), et qui contamine le monde de la mode, de la téléphonie mobile et de la musique. Elle note ainsi la présence de nombreux éléments roses, tel que la marque cosmétique Glossier au packaging rose, les sac de la marque Acne Studio, la campagne publicitaire de 2015 de la marque de sous-vêtements féminins Thinx. D'autres rajoutent la façade rose poudré du Görlitzer Warenhaus présente sur l’affiche du film The Grand Budapest Hotel de Wes Anderson comme un précurseur du Millennial Pink.

### Le «Rose Quartz» de Pantone
Certains voient dans la sortie du modèle « or rose » de l'iPhone une origine possible au Millennial Pink,, mais on peut croire que Pantone a joué un rôle dans la diffusion de la tendance. Depuis 2000, le Pantone Color Institute nomme chaque année une couleur de l’année en se basant sur une analyse multimodale des tendances. La couleur de l’année de Pantone retentit ensuite sur les mondes de la mode, du design et du graphisme avec une influence certaine. Pantone annonce le 3 décembre 2015 que le « Rose Quartz » (PANTONE 13-1520) et le bleu « Serenity » (PANTONE 15-3919) sont élus couleurs de l’année. Au-delà de leurs qualités relaxantes et du contraste visuel qui se joue entre ces deux tons, on reconnaît un schéma introduit au XXe siècle en Occident : le bleu des garçons et le rose des filles.
Selon le Laure Eiseman, de Pantone, « La combinaison de Serenity et de Rose Quartz remet en cause les perceptions traditionnelles autour des associations de couleur. Dans beaucoup de parties du monde nous faisons l'expérience d'un estompage du genre dans sa relation à la mode, qui s'est ensuite répercuté sur les autres domaines du design. Cette approche plus unilatérale de la couleur coïncide avec les mouvements sociétaux vers l'égalité des genres et la fluidité, avec la plus grande aise avec laquelle des consommateurs utilisent la couleur comme forme d'expression qui inclut une génération moins soucieuse d'être cataloguée ou jugée, et un échange ouvert d'informations numériques qui nous ont ouvert les yeux sur différentes approches de l'utilisation des couleurs ».
Le Pantone Color Institute donne ainsi un argument, indépendant de la couleur et de l'esthétique, à la diffusion de son rose lavé et de son bleu pâle. Le marketing fait de la promotion d'une couleur une variable d’action depuis très longtemps.

### Le buzz
Si la tendance du rose millénial prend de l’ampleur et abandonne le bleu, c’est que les idoles des Millennials en jouent, et drainent autour d’elles un flot de médias qui relayent leur adhésion à la mode du moment. Toute apparition d’une star en rose est sujette au buzz, une communication médiatique virale qui focalise l’attention, notamment sur l’internet, durant un laps de temps très court. Le buzz est aussi profitable aux les médias qui obtiennent le nombre de visionnages nécessaires pour être suffisamment rémunéré par les publicités que pour les créateurs, qui attirent ainsi l’attention sur leur personne et les produits qu’ils ont potentiellement besoin de vendre.
- En février 2016, Zayn Malik poste sur son compte Instagram un selfie où il arbore des cheveux roses[25] ;
- en octobre 2016, Solange sort le clip A Crane in the sky où elle porte différentes robes rose pâle ;
- Melania Trump s'est fait remarquer vêtue d’une robe rose en avril 2017, lors du White House Easter Egg Roll[26] ;
- en mai 2017, l’actrice Zoë Kravitz se fait remarquer avec une robe satinée d’Oscar de la Renta, lors du Met Gala[27] ;
- Kanye West apparaît très souvent en rose en février 2017 ;
- Grégory Robert, plus connu sous le nom de Gogo Lupin, s'habille souvent en rose[28], il se montre d'abord sur Instagram avant de représenter la marque Pigalle[29] ;
- le rappeur Autrichien Candy Ken construit sa popularité sur le contraste entre son corps viril et musclé et ses tenues provocantes roses voire féminines[30],[31] ;
- le jeune réalisateur espagnol Eduardo Casanova, auteur du film Pieles[32], possède une garde-robe basée sur le rose[33].

## Le Millennial Pink et le Féminisme

### Du rose post-féministe
Un article de Fiona Schmidt pour Cheek Magazine titré « Le rose n’est plus girly, il est révolutionnaire » présente le rose comme une couleur « ni masculine, ni féminine ». D'autres le veulent « androgyne » ou « unisexe ».
Il semble pourtant compliqué de dissocier le Millennial Pink de sa symbolique féminine. Pour la journaliste Olivia Ovenden, le rose millénial est devenu un « emblème d’un âge ostensiblement post-genre et, en même temps, obsédé par la politique de genre ». Il manifesterait l'attitude d'une génération qui croit que le genre et la sexualité se décrivent comme un spectre continu et qui s’intègre dans les actuels mouvements gender-fluids ou no gender. Pourtant, lorsqu’une femme, et plus encore quand elle a du pouvoir (Theresa May, Hilary Clinton, Angela Merkel, ou Melania Trump), apparaît en public habillée en rose, les commentaires ne manquent pas de souligner soit le contraste entre un habit excessivement féminin et le pouvoir plutôt associé au masculin, soit l’audace de cette femme qui doit instrumentaliser la couleur et sa tenue comme une arme de revendication féministe. Jamais, ou rarement, n’est souligné la possibilité qu’il puisse tout simplement s’agir d’un simple choix esthétique ou d'un phénomène de mode. Porter du rose quand on est une femme suppose apparemment un choix réfléchi, politique, féministe, pris en amont.
Depuis l’élection du « Rose Quartz » comme couleur de l’année, le rose est devenu synonyme de succès, et le discours vaguement féministe qui lui est accolé ne sert qu’à faire passer du gender marketing — qui depuis longtemps utilise le rose pour les produits à destination des femmes,, — comme un engagement féministe fort et jeune, souvent qualifié de post-féministe. Le fait qu’un local féministe, The Wing, ouvert en 2016 à New York soit entièrement décoré en rose soutient alors le lien entre le Millennial Pink et le féminisme, de même que le mouvement des « Pussy Hats » qui milita contre l’élection de Donald Trump en 2016 avait vu fleurir des bonnets de laines roses sur les têtes de milliers de féministes.
Cette utilisation du féminisme pour vendre des produits est appelé femvertising. Cette politique marketing vise à valoriser la femme féminine comme un signe de force et d'empowerment, s'appuyant sur les théories du féminisme glam ou du pop féminisme.

### Du rose ni masculin ni féminin
Les contrastes entre les vêtements d’hommes et ceux de femmes s’estompent, et si le code couleurs s’impose, les interdits moraux n’existent plus : les femmes peuvent porter du bleu et les hommes du rose. Mais si le rose intègre depuis quelques mois massivement la garde-robe de quelques jeunes hommes, c’est toujours sous-entendu qu’il réaffirme leur virilité. Ainsi, le consommateur masculin est rassuré quant à cette tendance du rose pastel qui brise les codes du genre, ce qui justifie donc qu’il puisse le porter comme signe évident de sa masculinité.
La particularité du Millénial Pink semble d’être étendu jusque dans la garde-robe masculine, du moins celle des Millennials : il serait le « nouveau neutre ». La question de savoir si les hommes peuvent porter du rose n’est pourtant pas nouvelle : un homme peut porter du rose, oui, mais pas n’importe comment. Il faut éviter les sweats, les pulls et autres vêtement sans formes et préférer des vêtements aux coupes cintrées comme les chemises et les polos afin de compenser la féminité du rose par une accentuation de la carrure. Il faut y aller par petites touches, avec de petits détails, et éviter les rose trop vifs et puissants pour préférer les pièces plus pastel.
Mais il ne faut pas confondre « sexe et port sexué du vêtement. […] il existe toujours des coupes féminines et masculines, en plus des coupes unisexes » : si les hommes portent de plus en plus de rose, celui-ci colore soit des costumes, comme le jeune réalisateur espagnol Eduardo Casanova, soit du streetwear. 
Il est plus facile pour les hommes relevant de classes sociales hautes de porter du rose, surtout lorsqu'ils évoluent dans le monde des arts, de la mode, de la musique ou du cinéma, des catégories qui « se présentent comme des collections de personnes uniques, distinguées, partageant peu de caractéristiques entre elles », alors que « les groupes qui occupent une position sociale inférieure, les dominés, se présentent comme des agrégats de personnes plus interchangeables, fusionnées dans leur groupe et partageant un grand nombre de caractéristiques entre elles » », d'autant plus que « la mode est l’apanage des catégories les plus haut placées dans la société ». Bien que le Millennial Pink se soit depuis répandu dans les classes les plus basses, le nombre d’hommes osant arborer du rose, même très pâle, n’est pas significatif pour l’établir au rang de couleur neutre.

### Dugender marketingpour faire le buzz
En 2005, Max Guazzini, le président médiatique du Stade Français, décide de changer la communication de l’équipe afin de renouveler l’intérêt pour un sport peu populaire dans la région. Après un premier « coup de com’ » en 2001 avec le lancement du calendrier « Les Dieux du Stade », il change la tenue des joueurs sur le terrain en décidant de leur  faire porter des maillots roses pour la première fois en septembre 2005 lors d’un match contre l’équipe de Perpignan. En habillant ses joueurs en rose, Max Guazzini joue de l’effet de contraste, en associant un sport reçu comme particulièrement très viril, avec la couleur du féminin. Une idée brillante, puisqu’en osant cette association audacieuse dans un contexte sportif masculin, le Stade Français dénote autant de manière visuelle que symbolique, l’association rose-masculinité étant perçu comme une mésalliance. La sociologue Jo B. Paoletti affirme d'ailleurs qu'« utilisé traditionnellement, avec humour, ou ironiquement, le rose est toujours un symbole de féminité et susceptible de le rester pour le temps ».
En plus de jouer sur le contraste symbolique entre le féminin et le masculin, le rose est générateur d’intérêt en termes de communication : il attire l’œil autant qu’il suscite la curiosité, et notamment sur des réseaux sociaux comme Pinterest. Une propriété marketing et communicationnelle du rose qui a grandement profité au Millennial Pink, et dont une marque comme Acne a su tirer les avantages en arborant une identité visuelle rose poudré dès 2007.

## Extension du millennial pink

### Le Millennial Pink et la mode
Dès janvier 2016, la marque de baskets Common Project décline sa gamme de chaussures unisexes « Achilles » dans le coloris rose pastel. Elle sera suivie par d’autres marques comme Adidas, Converse, Reebok, Chloé, etc. En septembre 2016, la nouvelle collection « Fenty x Puma » née de la collaboration entre la marque de sportswear Puma et la chanteuse Rihanna s’appuie sur la vague Millennial Pink et présente des modèles de vêtements roses.
En 2017, c’est une véritable vague de rose qui déferle sur la mode, qu’elle soit haute couture ou prêt-à-porter : lors de la Fashion Week de janvier 2017 à Paris, plusieurs marques présentent au moins une pièce rose, et en particulier Gucci, Balenciaga, Valentino ou Calvin Klein[source secondaire souhaitée]. Chanel se fait aussi particulièrement remarqué avec Lily-Rose Depp au bras de Karl Lagerfeld avec une robe de mariée rose pastel[source secondaire souhaitée]. Même constat lors de la Fashion Week londonienne de juillet 2017, avec du rose présent dans les collections de stylistes[source secondaire souhaitée].
Le Millennial Pink revient sur les podiums de la Fashion Week de New York en septembre 2017, et notamment dans les collections de Victoria Beckham et Helmut Lang.

### Le Millennial Pink et le design
Le rose est aussi mis sur le devant de la scène lors de la Desing Week de Milan en avril 2017 et le lit-canopée Le Refuge de Marc Ange devient à cette occasion une image littéralement virale sur les réseaux sociaux.
Le magazine français AD intitule son numéro de septembre 2017 « La vie en rose », et le dédie à cette couleur en vogue[réf. souhaitée].

### Le Millennial Pink et le fooding
Le monde de la gastronomie et de la cuisine, aussi appelé sur l’internet fooding, se teint aussi de rose, et notamment sur les réseaux sociaux avec les images dites food porn. Des produits tels que la betterave, le radis, la pastèque, la framboise ou le pitaya deviennent des ingrédients centraux de nouvelles recettes, comme l’houmous rose à base betterave qui suscita de nombreux commentaires de la part des internautes.
Cette tendance est exploitée par de grandes enseignes telles que Starbucks ou McDonald's qui lancent chacun une boisson rose à base de fraise, d’açaï ou de fleur de cerisier. Émergent ou reviennent à la mode des boissons roses telles que le « pink gin » ou la « pink tequila ».
En septembre 2017, Le géant suisse du chocolat Barry Callebaut annonce la sortie d'une nouvelle sorte de chocolat rose, le chocolat ruby, obtenue sans colorant artificiel, à partir d'une sélection de fèves rouges.

#### Le Millennial Pink et le rosé
La popularisation du Millennial Pink et sa propagation dans le monde du fooding a causé une hausse des ventes de vin rosé, ainsi que des déclinaison de ce produit dans des dérivés, comme le « frosé », version granité du rosé. La marque Rosé All Day va jusqu’à décliner la boisson sous forme de bonbons.
Le contrepoint de cette augmentation des ventes de rosé est la baisse des ventes de bière, boisson très consommée par les Millennials, mais aussi une baisse des ventes des rosés les plus foncés. Les consommateurs exigent en effet de leur sommeliers des vins à la teinte claire, alors même qu'ils ne représentent que 40% des rosés, et que la couleur n'est pas corrélé à la qualité du vin.
Début 2018, la chicorée rose d'origine italienne Radicchio del Veneto fait l'objet d'une nouvelle tendance alors que son existence est connue depuis des siècles. Malgré son goût amer, elle devient une image récurrente diffusée sur Instagram.